# Jean I de Nanteuil
Jean de Nanteuil, Lord of Levis (1248, Château de Nantouillet), a veces referido como "Jean de Levis" fue Grand Chamberman de Francia entre 1240 y 1248.

## Vida
Jean de Nanteuil era un caballero francés. Él heredó el señorío de Monceau Saint-Gervais (hoy en el "4e arrondissement de París"), de su padre, él adquirió el señorío feudal de Levis como regalo de su esposa, Marguerite de Lévis, y se convierte en Señor de Levis. Gui de Lévis era el tío de Jean de Nanteuil.
Jean de Nanteuil tenía problemas, cinco hijos:
- Gaucher de Nanteuil (o Guichard, † después de 1295), caballero de lucha y Viceroy (vice-rey) de Terra di Lavoro (Lazio, Molise, Campania)
- Henri de Nanteuil († puesto 1269), Señorío y caballero milites
- Robert de Nanteuil, († puesto 1269), Señorío y caballero milites
- Erard de Nanteuil († post 1269), Señorío y caballero milites
- Renaud de Nanteuil († 1283), Señorío y caballero milites

En el 1240 el rey Louis IX de Francia lo nombró Grand Chamberman de Francia (Francés: Grand Chambrier de France). El Gran Cámara de Francia fue uno de los Grandes Oficiales de la Corona de Francia, un miembro de la Maison du Roi (Casa del Rey), y uno de los Oficiales de las Grandes Oficinas de la Maison du Roi durante el Antiguo Régimen.
Juan de Nanteuil es notable para hacer cinco alianzas brillantes pero no dejando ninguna edición legítima.